# 槇塚台
槇塚台（まきづかだい）は大阪府堺市南区の泉北ニュータウン泉ケ丘地区にある住区。現行行政地名は槇塚台一丁から槇塚台四丁。住居表示は実施済み。

## 地名の由来
槇の木が多かったことと、陶器山七不思議の一つ「黄金塚」にちなんで名付けられた。まちびらきは、昭和47年4月。

## 世帯数と人口
2020年（令和2年）3月31日現在（堺市発表）の世帯数と人口は以下の通りである。
| 丁         | 世帯数    | 人口    |
| ---------- | --------- | ------- |
| 槇塚台一丁 | 727世帯   | 1,327人 |
| 槇塚台二丁 | 1,150世帯 | 2,500人 |
| 槇塚台三丁 | 719世帯   | 1,588人 |
| 槇塚台四丁 | 154世帯   | 331人   |
| 計         | 2,750世帯 | 5,746人 |

### 人口の変遷
国勢調査による人口の推移。
| 1995年（平成7年）  | 8,987人 | [ 7 ]  |  |
| 2000年（平成12年） | 7,842人 | [ 8 ]  |  |
| 2005年（平成17年） | 7,218人 | [ 9 ]  |  |
| 2010年（平成22年） | 6,606人 | [ 10 ] |  |
| 2015年（平成27年） | 5,970人 | [ 11 ] |  |

### 世帯数の変遷
国勢調査による世帯数の推移。
| 1995年（平成7年）  | 2,878世帯 | [ 7 ]  |  |
| 2000年（平成12年） | 2,768世帯 | [ 8 ]  |  |
| 2005年（平成17年） | 2,818世帯 | [ 9 ]  |  |
| 2010年（平成22年） | 2,753世帯 | [ 10 ] |  |
| 2015年（平成27年） | 2,622世帯 | [ 11 ] |  |

## 小・中学校の校区
市立小・中学校に通う場合、校区は以下の通りとなる。
| 丁         | 番                                           | 小学校             | 中学校             |
| ---------- | -------------------------------------------- | ------------------ | ------------------ |
| 槇塚台一丁 | 全域                                         | 堺市立槇塚台小学校 | 堺市立晴美台中学校 |
| 槇塚台二丁 | 17街区 (94から102号)・17-3･24から26･43から45 | 堺市立上神谷小学校 | 堺市立若松台中学校 |
| 槇塚台二丁 | 上記以外                                     | 堺市立槇塚台小学校 | 堺市立晴美台中学校 |
| 槇塚台三丁 | 全域                                         | 堺市立槇塚台小学校 | 堺市立晴美台中学校 |
| 槇塚台四丁 | 全域                                         | 堺市立槇塚台小学校 | 堺市立晴美台中学校 |

## 事業所
2016年（平成28年）現在の経済センサス調査による事業所数と従業員数は以下の通りである。
| 丁         | 事業所数 | 従業員数 |
| ---------- | -------- | -------- |
| 槇塚台一丁 | 16事業所 | 118人    |
| 槇塚台二丁 | 11事業所 | 109人    |
| 槇塚台三丁 | 28事業所 | 215人    |
| 槇塚台四丁 | 5事業所  | 214人    |
| 計         | 60事業所 | 656人    |

## 施設
- 堺市立槇塚台小学校
- 桃山学院教育大学

## 交通

### 鉄道
町域内にはなく、南海泉北線泉ケ丘駅が最寄り駅になっている。

### バス
全て南海バスが運行している。

#### 泉北泉ヶ丘地区線
- 218系統：泉ヶ丘駅 - 槙塚台回り - 泉ヶ丘駅
- 218C系統：泉ヶ丘駅 - 槙塚台1丁止
- 226系統：泉ヶ丘駅 - 晴美台・槙塚台回り - 泉ヶ丘駅

## その他

### 日本郵便
- 郵便番号 : 590-0114[3]（集配局：泉北郵便局[16]）。